# Miyakonojō
Miyakonojō (都城市, Miyakonojō-shi) est une ville située dans la préfecture de Miyazaki, sur l'île de Kyūshū, au Japon.

## Géographie

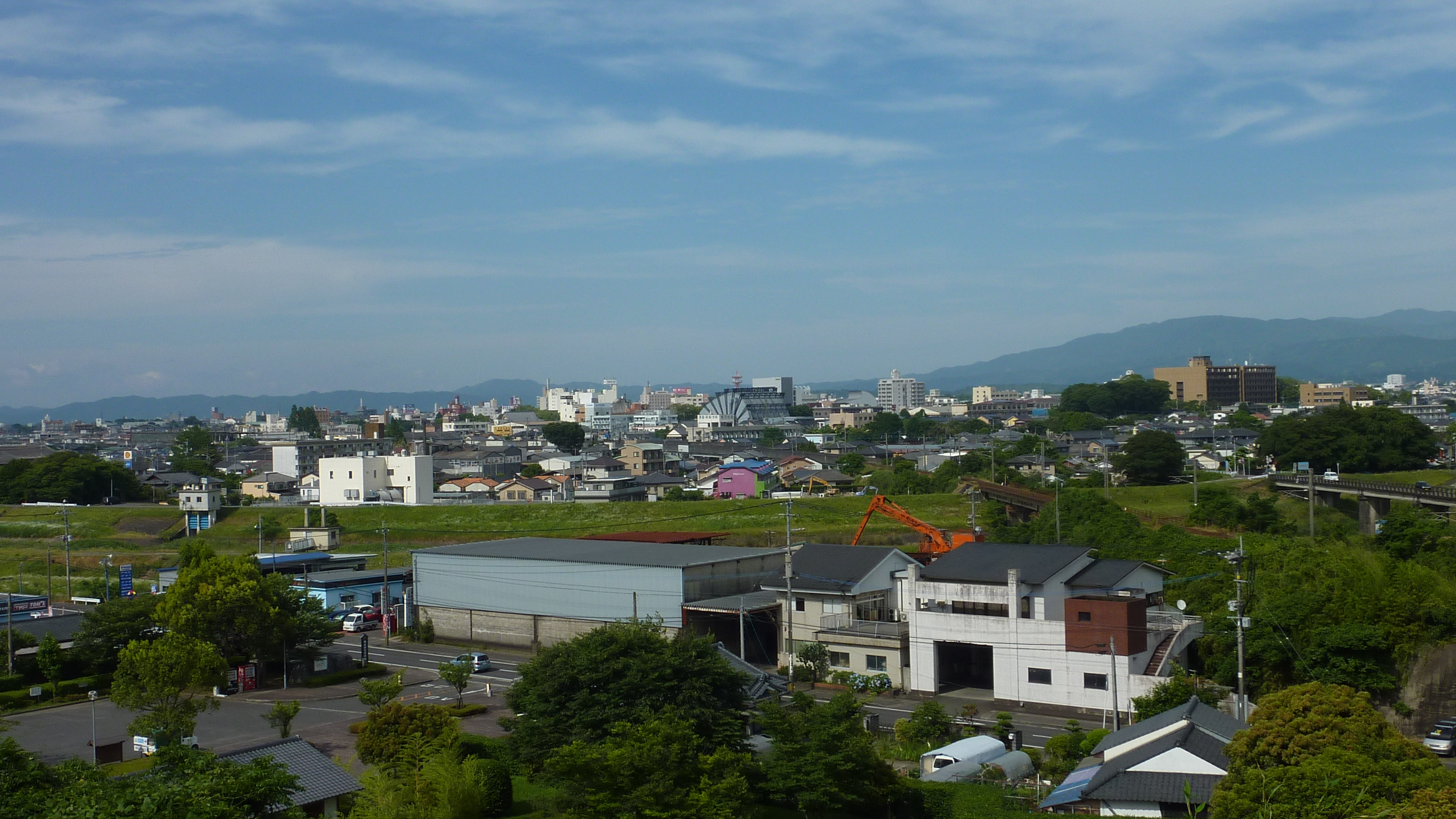
Vue de Miyakonojō.

### Situation

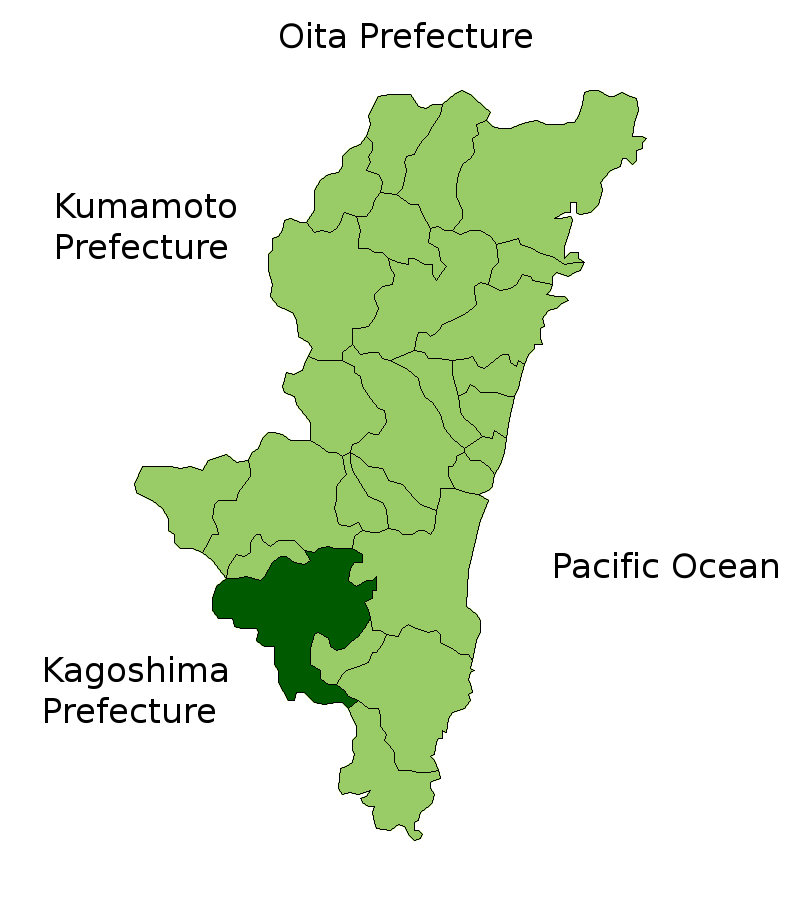
Miyakonojō dans la préfecture de Miyazaki.

Miyakonojō se situe à environ 50 km à l'ouest-sud-ouest de Miyazaki, à environ 90 km à l'est-nord-est de Kagoshima, dans la préfecture de Miyazaki, sur l'île de Kyūshū, au Japon.

### Démographie
En juillet 2020, la population de Miyakonojō s'élevait à 160 243 habitants, répartis sur une superficie de 653,36 km2.

### Topographie
Le Takachihonomine, édifice volcanique des monts Kirishima, constitue une partie de la limite nord-ouest de Miyakonojō.

### Hydrographie
Le fleuve Ōyodo traverse Miyakonojō du sud au nord. Une partie du lac Miike forme la limite nord-ouest de la ville.

### Climat
La température moyenne annuel de Miyakonojō est de 16 °C et il pleut de 2 000 à 2 500 mm d'eau par an.

## Histoire
La ville moderne de Miyakonojō a été fondée le 1er avril 1924. Le 1er janvier 2006, les municipalités de Takajō, Takazaki, Yamada et Yamanokuchi ont fusionné avec Miyakonojō.

## Culture locale et patrimoine
- Kanhashira-gū

## Transports
Miyakonojō est desservie par les lignes Nippō et Kitto de la JR Kyushu. La gare de Miyakonojō est la principale gare de la ville.

## Jumelage
- Oulan-Bator (Mongolie) depuis 1999